# Etolska zveza
Etolska zveza je bila konfederacija plemenskih skupnosti in mest  v stari Grčiji v Etoliji v osrednji Grčiji. Ustanovljena je bila verjetno v zgodnjem helenističnem obdobju v nasprotju z Makedonijo in Ahajsko zvezo. Letna srečanja so bila v Termonu in Panetoliku. Leta 290 pr. n. št. je zasedla Delfe  in za stalno pridobila ozemlje. Do konca 3. stoletja pred našim štetjem je nadzirala celotno osrednjo Grčijo zunaj Atike in Beocije. Na  vrhuncu je njeno ozemlje vključevalo Lokrido, Malijo, Dolope, del Tesalije, Fokido in Akarnanijo. Na koncu so se zvezi pridružile še nekatere grške mestne države, arkadska mesta Mantineja, Tegeja, Figaleja in Kidonija na Kreti. 
V klasičnem obdobju Etolci niso cenili drugih Grkov, ker so menili, da so polbarbari in nepremišljeni . Njihova zveza je imela zapleteno politično in upravno strukturo, njihova vojska se je ujemala z drugimi grškimi silami. V helenističnem obdobju je bila prevladujoča država v osrednji Grčiji in se je razširila s prostovoljno priključitvijo več grških mestnih držav v zvezo. Kljub temu se je morala Etolska zveza boriti proti Makedoniji. Zavezništvo je sklenila z Rimom, kar je povzročilo, da so Rimljani začeli osvajati Grčijo.

## Izvor
Ni jasno, kdaj je bila ustanovljena Etolska zveza (Koinon ton Aetolon), morda leta 367 pr. n. št. . Morda jo je utemeljil Epaminondas . Grainger verjame, da je bila ustanovljena veliko pozneje, v obdobju vzpona Filipa II. Makedonskega. Po Filipovi zmagi pri Hajroneji (338 pr. n. št.) je Etolija dobila Navpakt, ki so ga Etolci zasedli in ustanovili vlado in ne ohlapne zveze iz prejšnjih časov. 

## Zgodovina
Med peloponeško vojno je bila Etolija sprva nevtralna, a se je kasneje borila proti Atencem, ki so poskušali napasti Etolijo leta 426 pred našim štetjem, toda so se bili prisiljeni umakniti. Etolija je po ustanovitvi zveze v drugi polovici 4. stoletja pred našim štetjem postala ena najpomembnejših grških držav. Glavno mesto, upravno in versko središče je bil Termon. Po smrti Aleksandra Velikega se je Etolska zveza uprla Antipatru (323 pr. n. št.) in uspelo ji je ohraniti neodvisnost. Od 290 pr. n. št. se je zveza razširila v sosednje regije.
Leta 279 pr. n. št. so zmagali v boju proti Galcem, ki so napadli Grčijo in grozili delfskemu svetišču. Po zmagi so jih preostali Grki spoštovali in so bili sprejeti v Amfiktionsko zvezo. V socialni ali etolski vojni (220–217 pr. n. št.) se je Etolska zveza borila proti Makedoniji. Filip V. Makedonski je napadel Etolijo in oropal mesto Termon, kar je bil odgovor na napad Etolije na mesto Dodoni v Epiru.
Zveza je bila prva grška zaveznica Rimske republike, torej na strani Rimljanov, med  prvo makedonsko vojno (215–205 pred našim štetjem) in je pomagala premagati Filipa V. v bitki pri Kinoskefalah leta 197 pred našim štetjem med drugo makedonsko vojno. Postajala pa je vse bolj sovražna do rimskega vpletanja v grške zadeve in se je le nekaj let kasneje pridružila Antiohu III., antirimskemu kralju  selevkidskega cesarstva v rimsko-sirski vojni. Ob porazu Antioha leta 189 pr. n. št. je zveza izgubila svojega glavnega tujega zaveznika in si onemogočila samostojnost zaradi nadaljnjega nasprotovanja Rimu. Zveza je bila prisiljena podpisati mirovno pogodbo z Rimom in je postala zaveznica republike. Čeprav je po imenu še naprej obstajala, je bila s pogodbo prekinjena moč zveze in nikoli ni bila več pomembna politična ali vojaška sila.

## Upravna ureditev
Po besedah Scholtna je bila Etolska zveza sestavljena iz elit na vrhu, vendar je bila v osnovi družba kmetov in pastirjev. Imela je zvezno strukturo, sestavljeno iz zveznega sveta, v katerem je bila stopnja zastopanosti sorazmerna s prispevkom skupnosti za vojsko zveze,  skupščino vseh državljanov, ki se je srečevala dvakrat letno v Termonu, in notranji svet, enakovreden zvezni vladi. Lahko je ustanovila vojsko in vodila zunanjo politiko na skupni podlagi. Uvedla je gospodarske standarde, pobiranje davkov, uporabo skupne valute in sprejetje enotnega sistema uteži in mer.